# Lac Crescent (Californie)
Pour les articles homonymes, voir Lac Crescent.
Le lac Crescent (en anglais : Crescent Lake) est un lac américain dans le comté de Madera, en Californie. Il est situé à 2 558 mètres d'altitude au sein de la Yosemite Wilderness, dans le parc national de Yosemite.